# Grijskopagapornis
De grijskopagapornis of grijskopdwergpapegaai (Agapornis canus) is een papegaai uit het geslacht van de dwergpapegaaien.

## Kenmerken
De grijskopagapornis is seksueel dimorf, wat betekent dat het mannetje en het vrouwtje verschillend zijn in uiterlijk. Het mannetje heeft een grijze kop (vandaar ook de naam grijskopagapornis), borst en keel. De rug en vleugels zijn donkergroen en de stuit en de onderdelen zijn appelgroen. Het vrouwtje verschilt van het mannetje door de afwezigheid van grijze kleuring, zij is geheel groen. De grijskopagapornis wordt gemiddeld zo'n 13 centimeter lang.

## Voortplanting
Het vrouwtje legt vier tot zes eieren, die ongeveer achttien dagen worden bebroed. Na ongeveer vijf weken verlaten de jongen het nest.

## Verspreiding en leefgebied
De vogel is endemisch op Madagaskar en geïntroduceerd op de Comoren, Mauritius en Tanzania en telt 2 ondersoorten:
- A. c. canus: Madagaskar (behalve het zuiden).
- A. c. ablectaneus: zuidelijk Madagaskar.